# Shanon Shah
Shanon Shah (nacido el 14 de agosto de 1978 en Alor Setar, Kedah), es un cantante y compositor malayo. Ha publicado un álbum titulado "Dilanda Cinta" (2005) bajo la etiqueta llamada InterGlobal. Actualmente esta empresa reside en Kuala Lumpur y él se destaca por su voz emotiva y de tocar el piano de cabaret a su propio estilo.
Se ha graduado como ingeniero químico, Shannon ha trabajado como periodista y analista de riesgo de crédito. También es un apasionado de defensa de los derechos humanos, sobre todo como entrenador y facilitador.
Se centra en las cuestiones relacionadas con el género, la sexualidad, el VIH / SIDA y el islam. Shanon también escribe para Thesun, y ha escrito publicaciones impresas y en línea, tales como el New Straits Times, Kakiseni.com y MuslimWakeUp.com (una línea progresiva revista musulmana).
En 2003, Shanon ganó su primer premio conocido como el Mandarín Oriental de las Artes, que es dirigido a Artistas más prometedoras en la 2.ª Edición de los Premios Boh Camerunés Artes. Tres años más adelante, pasó a ganar su primera denominación llamada Anugerah Industri, que consiste en los premios Muzik para las mejores voces masculinas.

## Discografía
- Dilanda Cinta (2005).

## Filmografía
- Karaoke (2009).

## Premios
- Primer Premio - "Berakhir Belum Kisahmu" y Lagu Mencipta Patriotik Barú ALAF, por el Colegio Internacional de Música de Malasia de 2001.
- Mandarín Oriental de los admiradores de las artes más prometedores Artist Award, 2.ª Edición de Premios Boh Camerunés Artes, 2003.
- Mejor Álbum Vocal Masculino, Anugerah Industri Muzik 2006.